# Paradorn Srichaphan
Paradorn Srichaphan (en tailandés ภราดร ศรีชาพันธุ์) (Bangkok, Tailandia, 14 de junio de 1979) es un exjugador profesional de tenis. Srichaphan llegó a ser el jugador asiático que más alto había llegado en el escalafón mundial, cuando alcanzó el puesto 9 del ranking, luego fue superado por el japonés Kei Nishikori.
Paradorn comenzó a jugar en forma profesional en el circuito ATP en 1994, y permaneció en el fondo del top 100 por algunos años. El año 2002 marcó un cambio en su carrera, puesto que logró meterse entre los 30 mejores del mundo al derrotar a Andre Agassi en Wimbledon. En 2003 obtuvo la copa Hamlet, en lo que fue su primer torneo ganado en el circuito, y logró finalizar la temporada en el puesto 11.
Paradorn es una personalidad muy popular en Asia, y especialmente en Tailandia. Fue abanderado por su país en los Juegos Olímpicos de Atenas 2004, y participó en el torneo de tenis organizado en esa ocasión.
En 2003 Paradorn tuvo un polémico y corto romance con la cantante Tata Young, quien en aquel momento era la contraparte femenina de Paradorn en lo que a popularidad se refiere. El romance fue corto y polémico, pues los padres de Paradorn no tuvieron reparos en expresar públicamente en la prensa su desaprobación por la relación que su hijo mantenía, llegando a decir que Tata no era el tipo de mujer que le convenía a su hijo. Dada la importancia que la cultura tailandesa da a los deseos y opiniones de los padres, la opinión pública y la prensa empezaron inmediatamente a especular cuando terminaría el romance entre los dos. Bajo este tipo de presión, tras pocas semanas la pareja terminó su relación.
Anunció su retirada de las pistas el 4 de junio de 2010 tras estar más de tres años inactivo debido a una lesión de muñeca.

## Títulos 5

### Individuales (5)
| Leyenda                |
| Grand Slam (0)         |
| Tennis Masters Cup (0) |
| ATP Masters Series (0) |
| ATP Tour (5)           |
| Challengers (1)        |

| N.º | Fecha                   | Torneo      | Superficie | Oponente en la final | Resultado          |
| --- | ----------------------- | ----------- | ---------- | -------------------- | ------------------ |
| 1.  | 3 de diciembre de 2001  | Bangkok     | Dura       | John van Lottum      | 6-2 6-3            |
| 2.  | 19 de agosto de 2002    | Long Island | Dura       | Juan Ignacio Chela   | 5-7 6-2 6-2        |
| 3.  | 21 de octubre de 2002   | Estocolmo   | Dura       | Marcelo Ríos         | 6-7(2) 6-0 6-3 6-2 |
| 4.  | 30 de diciembre de 2002 | Chennai     | Dura       | Karol Kučera         | 6-3 6-1            |
| 5.  | 18 de agosto de 2003    | Long Island | Dura       | James Blake          | 6-2 6-4            |
| 6.  | 14 de junio de 2004     | Nottingham  | Césped     | Thomas Johansson     | 1-6 7-6(4) 6-3     |

### Finalista en individuales (10)
- 1999: Yokohama CH (pierde ante Hyung-Taik Lee)
- 2000: Birmingham CH (pierde ante Ronald Agenor)
- 2000: Charleroi CH (pierde ante Jan Siemerink)
- 2001: Chennai (pierde ante Guillermo Cañas)
- 2002: Brest CH (pierde ante Irakli Labadze)
- 2002: Washington D. C. (pierde ante James Blake)
- 2003: Indianápolis (pierde ante Andy Roddick)
- 2004: Chennai (pierde ante Carlos Moyá)
- 2005: Chennai (pierde ante Carlos Moyá)
- 2005: Estocolmo (pierde ante James Blake)

### Clasificación en torneos del Grand Slam
| Torneo               | 2007 | 2006 | 2005 | 2004 | 2003 | 2002 | 2001 | 2000 | 1999 | Títulos |
| -------------------- | ---- | ---- | ---- | ---- | ---- | ---- | ---- | ---- | ---- | ------- |
| Abierto de Australia | 1R   | 1R   | 2R   | 4R   | 2R   | 1R   | 1R   | 2R   | -    | 0       |
| Roland Garros        |      | 1R   | 1R   | 2R   | 1R   | 3R   | -    | 1R   | -    | 0       |
| Wimbledon            |      | 1R   | 1R   | 1R   | 4R   | 3R   | 1R   | 1R   | 2R   | 0       |
| US Open              |      | 2R   | 3R   | 3R   | 4R   | 2R   | 1R   | 1R   | -    | 0       |
| Tennis Masters Cup   |      | -    | -    | -    | -    | -    | -    | -    | -    | 0       |

### Dobles (0)
| Leyenda                |
| Grand Slam (0)         |
| Tennis Masters Cup (0) |
| ATP Masters Series (0) |
| ATP Tour (0)           |